# 방산중학교 (서울)
방산중학교(芳山中學校)는 대한민국 서울특별시 송파구 방이동에 있는 공립 중학교이다.

## 학교 연혁
- 1991년 1월 21일 : 방산중학교(공립) 설립인가
- 1991년 3월 1일 : 제1대 황금종 교장 취임
- 2009년 5월 27일 : 송파구청 지원 '방산개방도서관' 개관
- 2013년 6월 21일 : 온누리관 개관식
- 2021년 9월 1일 : 제11대 이용순 교장 취임
- 2023년 1월 10일 : 제30회 졸업식(남 78명, 여 68명 총 146명)
- 2023년 3월 2일 : 제33회 입학식(남 87명, 여 61명 총 148명)

## 참고 자료
- 방산중학교 - 한국교육학술정보원 학교알리미